# Without You (canção de Silverchair)
"Without You"é o segundo single lançado pela banda australiana de rock Silverchair, do seu quarto álbum, Diorama, lançado em 2002. A canção foi escrita em Db maior e feita para entrar no terceiro álbum da banda, Neon Ballroom, mas acabou sendo não usada.
O vídeo é composto por muitas auroras coloridas e parece estar num ambiente espacial. Pode-se notar que Daniel Johns estava sentado em uma cadeira por alguns momentos. Durante o período em que este vídeo foi filmado, a artrite reativa de Daniel foi piorando, e ele mal conseguia andar e muito menos tocar guitarra.

## Desempenho nas paradas musicais
| Parada (2002)            | Posição |
| ------------------------ | ------- |
| Australian Singles Chart | 8       |